# Sandrine Costamagno
Sandrine Costamagno est une préhistorienne, chercheuse en archéozoologie et directrice de recherche française au CNRS. Elle mène ses recherches au laboratoire TRACES (Travaux et recherches archéologiques sur les cultures, les espaces et les sociétés) UMR 5608 du CNRS basé à l'Université Toulouse-Jean-Jaurès. En 2022, elle reçoit la médaille d'argent du CNRS.

## Biographie
En 1999, Sandrine Costamagno soutient sa thèse de doctorat en préhistoire et géologie du Quaternaire sur la période magdalénienne à l'université Bordeaux-I sous la direction de Françoise Delpech. Elle entre au CNRS en 2001. En 2013, elle est nommée directrice de recherche. Elle est directrice adjointe du laboratoire TRACES de 2019 à 2023 puis directrice du laboratoire depuis 2023. Elle est vice-présidente de la section préhistoire et protohistoire du Comité des travaux historiques et scientifiques.

## Travaux
En 2022, elle reçoit la médaille d'argent du CNRS pour ses travaux de recherche sur la diversité des régimes alimentaires des populations de chasseurs-cueilleurs au Paléolithique,. Elle encourage à voir les ossements comme des témoins historiques et anthropologiques plutôt que comme des déchets alimentaires.

## Distinctions et récompenses
- 2022 : Médaille d'argent du CNRS[5]
- 2023 :  Chevalière de l'ordre national du Mérite[6].

## Publications (sélection)
- Sandrine Costamagno et Francine David, « Comparaison des pratiques bouchères et culinaires de différents groupes sibériens vivant de la renniculture », Archaeofauna, International Journal of archaeozoology, Universidad Autónoma de Madrid, Laboratorio de Arqueozoología, vol. 18,‎ 2009, p. 9-25
- (en) Sandrine Costamagno et Carolyn Barshay-Szmidt, Delphine Kuntz, Véronique Laroulandie, Jean-Marc Pétillon, et al., « Reexamining the timing of reindeer disappearance in southwestern France in the larger context of late glacial faunal turnover », Quaternary International, Elsevier,‎ 2016, p. 34-61
- Sandrine Costamagno et Émilie Claud, Céline Thiébaut, Maria Gema Chácon-Navarro, Marie-Cécile Soulier, « L’exploitation des ressources végétales et animales au Paléolithique : quels outils méthodologiques pour quelles questions ? », Palethnologie, Presses universitaires du Midi,‎ 2020, p. 18-55
- Sandrine Costamagno et Marie-Cécile Soulier, Aurore Val, Sébastian Chong, « Le référentiel de stries de boucherie », Palethnologie, Presses universitaires du Midi,‎ 2020, p. 195-291